# Ograda
Ograda è un comune della Romania di 3 083 abitanti, ubicato nel distretto di Ialomița, nella regione storica della Muntenia.
Il comune è formato dall'unione di 3 villaggi: Dimieni, Ograda, Ograda Gara.
Ograda ha dato i natali al compositore e direttore d'orchestra Ionel Perlea (1900-1970).